# جیمز باربر (زیست‌شیمیدان)
جیمز باربر (انگلیسی: James Barber؛ زادهٔ ۱۶ ژوئیه ۱۹۴۰ - درگذشت ۵ ژانویهٔ ۲۰۲۰) یک زیست‌شیمی اهل بریتانیا بود.